# Манделло-Витта
Манделло-Витта (итал. Mandello Vitta) — коммуна в Италии, располагается в регионе Пьемонт, в провинции Новара.
Население составляет 261 человек (2008 г.), плотность населения составляет 52 чел./км². Занимает площадь 5 км². Почтовый индекс — 28060. Телефонный код — 0321.
Покровителем коммуны почитается священномученик Лаврентий, празднование 10 августа.

## Демография
Динамика населения:

## Администрация коммуны
- Официальный сайт: http://www.comune.mandellovitta.no.it/